# Sprengelia
L'Sprengelia és un gènere de plantes amb flor que pertany a la família de les ericàcies, i comprèn unes 60 espècies. Va ser descrita científicament per primer cop per James Edward Smith a Kongl. Vetenskaps Academiens Nya Handlingar (1794) 260; Tracts, 269. t. 2 (1798). Rep el seu nom en homenatge al botànic alemany Curt Sprengel.

## Algunes espècies
- Sprengelia andersonii F.Muell.
- Sprengelia aristata F.Muell.
- Sprengelia brachyanthera F.Muell.
- Sprengelia brachynema F.Muell.
- Sprengelia brachyota (F.Muell.) F.Muell.
- Sprengelia brevifolia F.Muell.
- Sprengelia coerulea F.Muell
- Sprengelia colossea F.Muell
- Sprengelia depressa
- Sprengelia distichophylla
- Sprengelia incarnata Sm.
- Sprengelia involucrata
- Sprengelia latiflora
- Sprengelia macrantha
- Sprengelia macronema
- Sprengelia micrantha
- Sprengelia montana
- Sprengelia monticola
- Sprengelia parvifolia
- Sprengelia patricia
- Sprengelia propinqua
- Sprengelia setifolia
- Sprengelia spyrophylla
- Sprengelia sprengelioides